# Símbolos de xadrez em Unicode

Ilustração com as formas como as fontes DejaVu, FreeSerif, Quivira e Pecita exibem os códigos Unicode para peças de xadrez.

O Unicode oferece suporte para símbolos correspondentes às peças de xadrez.
Em HTML, os códigos correspondentes aos doze símbolos de peças rei, dama, torre, bispo, cavalo e peão, nesta ordem - primeiro as brancas e em seguida as pretas) vão de &#9812; a &#9823; (correspondendo à faixa de códigos que vai de U+2654 a U+265F).(info manda)
| Nome          | Símbolo | Código Unicode | HTML    |
| ------------- | ------- | -------------- | ------- |
| rei branco    | ♔       | U+2654         | &#9812; |
| dama branca   | ♕       | U+2655         | &#9813; |
| torre branca  | ♖       | U+2656         | &#9814; |
| bispo branco  | ♗       | U+2657         | &#9815; |
| cavalo branco | ♘       | U+2658         | &#9816; |
| peão branco   | ♙       | U+2659         | &#9817; |
| rei preto     | ♚       | U+265A         | &#9818; |
| dama preta    | ♛       | U+265B         | &#9819; |
| torre preta   | ♜       | U+265C         | &#9820; |
| bispo preto   | ♝       | U+265D         | &#9821; |
| cavalo preto  | ♞       | U+265E         | &#9822; |
| peão preto    | ♟       | U+265F         | &#9823; |

## Tabuleiro de xadrez
| 8 | ♜       | ♞        | ♝       | ♛      | ♚     | ♝       | ♞        | ♜       |
| 7 | ♟       | ♟        | ♟       | ♟      | ♟     | ♟       | ♟        | ♟       |
| 6 |         |          |         |        |       |         |          |         |
| 5 |         |          |         |        |       |         |          |         |
| 4 |         |          |         |        |       |         |          |         |
| 3 |         |          |         |        |       |         |          |         |
| 2 | ♙       | ♙        | ♙       | ♙      | ♙     | ♙       | ♙        | ♙       |
| 1 | ♖ torre | ♘ cavalo | ♗ bispo | ♕ dama | ♔ rei | ♗ bispo | ♘ cavalo | ♖ torre |
|   | a       | b        | c       | d      | e     | f       | g        | h       |